# Велика мечеть Сіврихісар
Велика мечеть Сіврихісара (тур. Sivrihisar Ulu Camii) — історична мечеть у місті Сіврихісар, Туреччина.
Мечеть розташована в районі Сіврихісар ільче (район) провінції Ескішехір. Вона була побудована Лешкером Еміром Целаледдіном Алі в 1231—1232 рр. за правління конійського султана Кей-Кубада I (1220—1237). Її двічі реставрували, в 1275 році Емінюддін Микаїл бін Абдулла за правління регента Кей-Хосров III (1265—1284), і в 1440 році Хизир Бей, суддя в Сіврихісарі, а пізніше перший суддя в Стамбулі. Мечеть є рідкісним зразком архітектурної техніки дерев'яних колон в Анатолії разом із чотирма іншими.
Площа землі мечеті — 1485 кв. м. Вона має прямокутний план. Зовнішні стіни з ашлару. Має чотири входи. На північній та східній брамі знаходяться мармурові написи, що показують дати побудови. Дах покритий черепицею, яку недавно замінили свинцевим листом. Всередині дах тримають 67 дерев'яних колон, з яких верхня частина прикрашена пофарбованими переважно в зелений, червоний та чорний кольори гравюрами традиційних фігур. Деякі колони стоять на кам'яній основі. Цілком імовірно, що голова кам'яних колон походить від Пессінуса, древнього міста, відомого як Баллігісар, поблизу Сіврихісара. У мечеті є шість нефів. Середні нефи вищі за інші, що нагадують історичні тюркські намети, використовувані в кочову епоху Середньої Азії. Мінбар, амвон, є шедевром, зробленим Хорасанлі Ібні Мехметом в 1245 році, славиться своїми прикрасами у вигляді геометричних і квіткових візерунків, вигравюруваних у горіховому дереві. Вважається, що мінбар був привезений сюди від Сіврихісара Маліда Сіліріхара, який був знесений у 1924 році. Мінарет був доданий Османом Оглу Хачі Хабібом у 1409—1410 рр. відповідно до напису на ньому.

## Статус місця всесвітньої спадщини
Це місце було внесено до Списку всесвітньої спадщини ЮНЕСКО 13 квітня 2016 року в категорії «Культура».

## Галерея

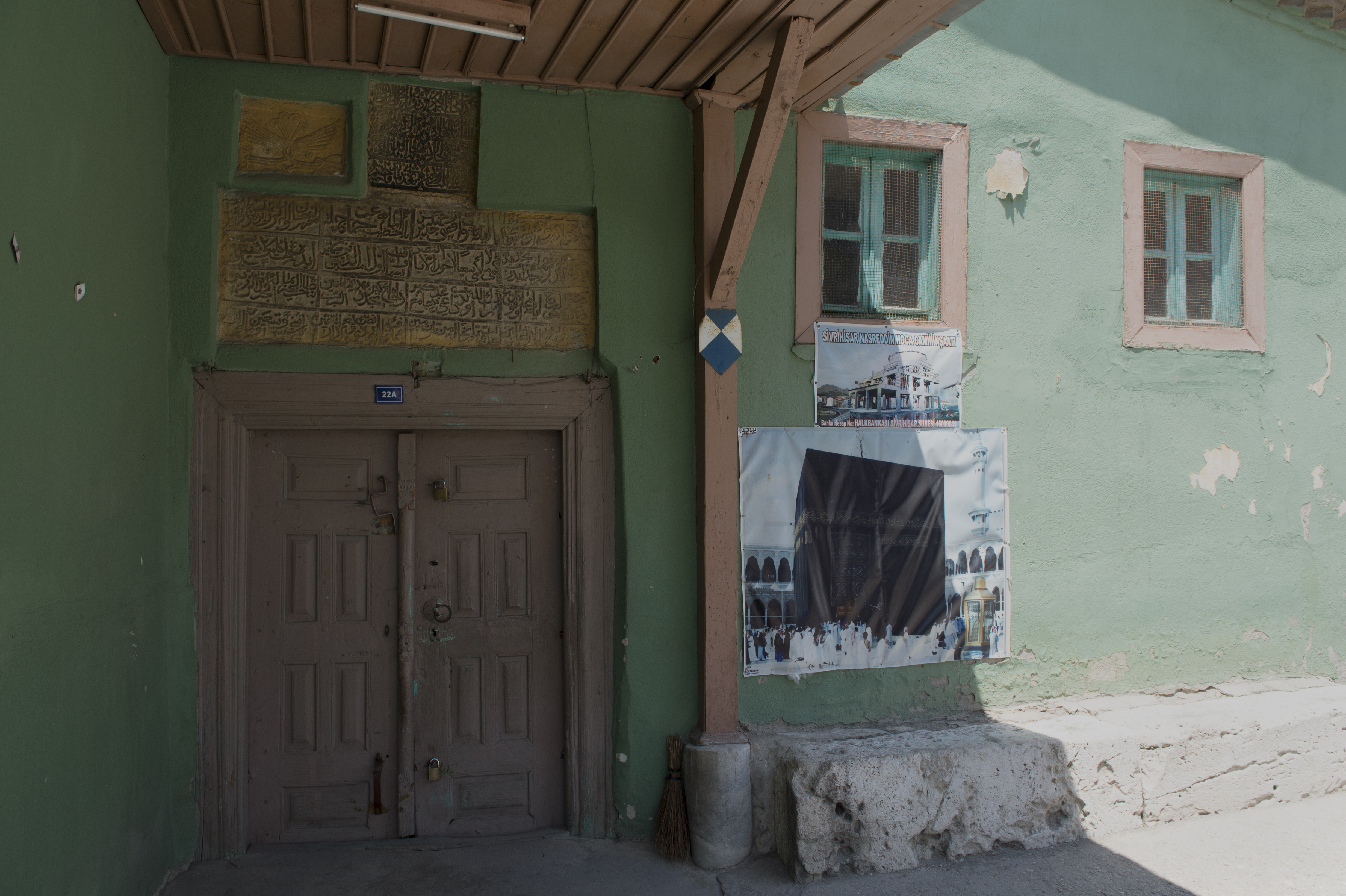
Вхід до Великої мечеті Сіврихісар
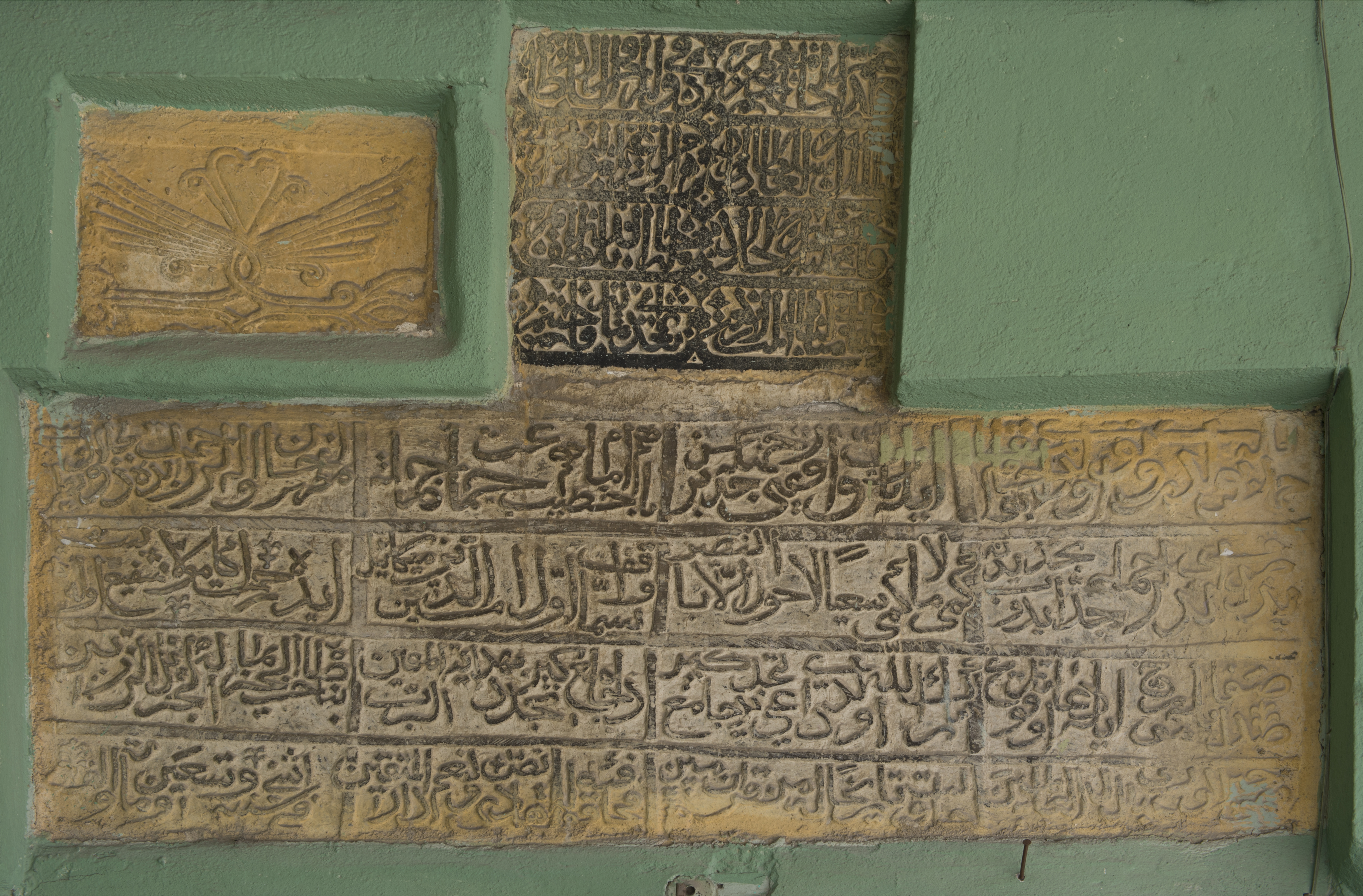
Камені Великої мечеті Сіврихісар
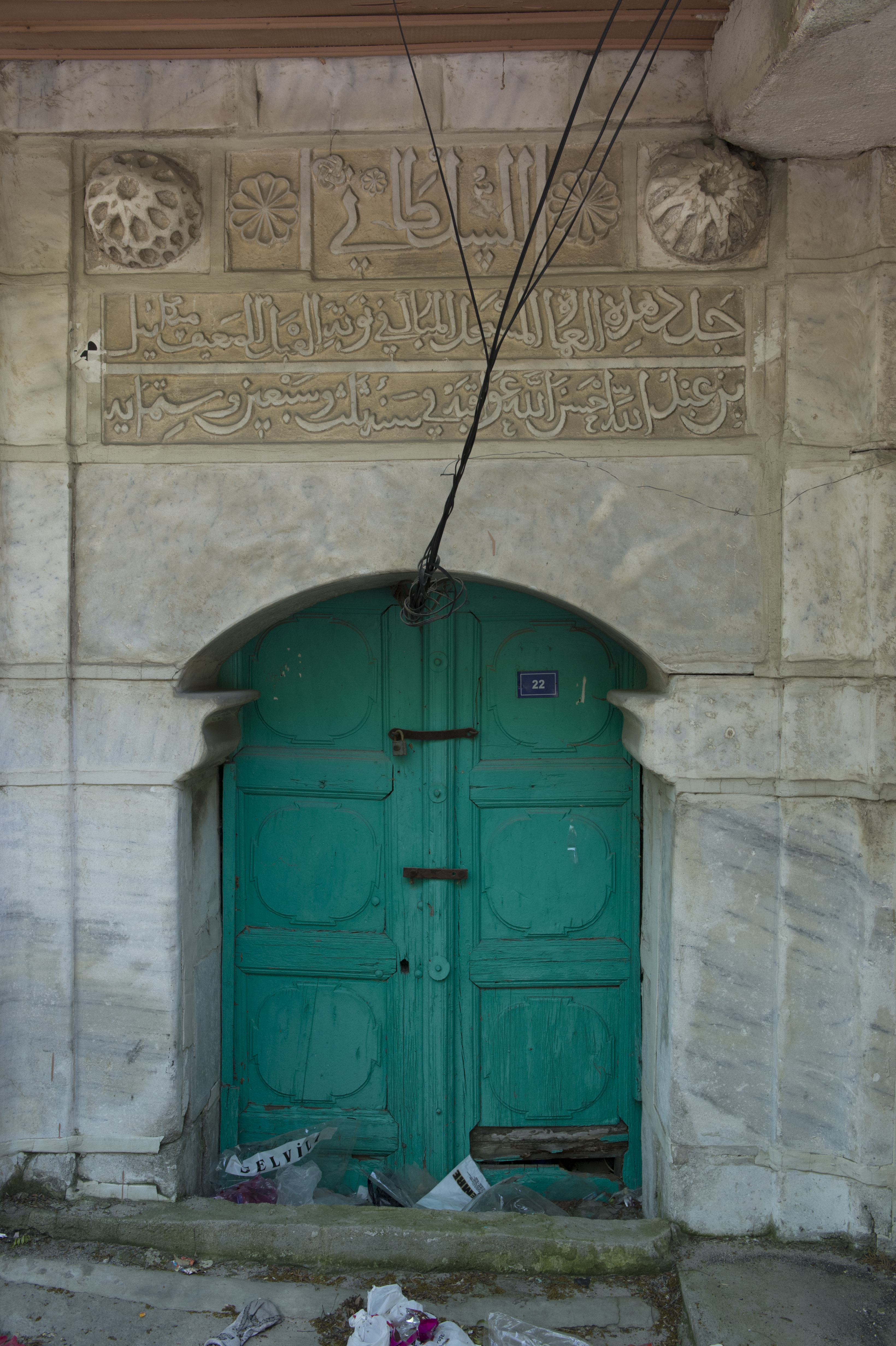
Вхід Великої мечеті Сіврихісар
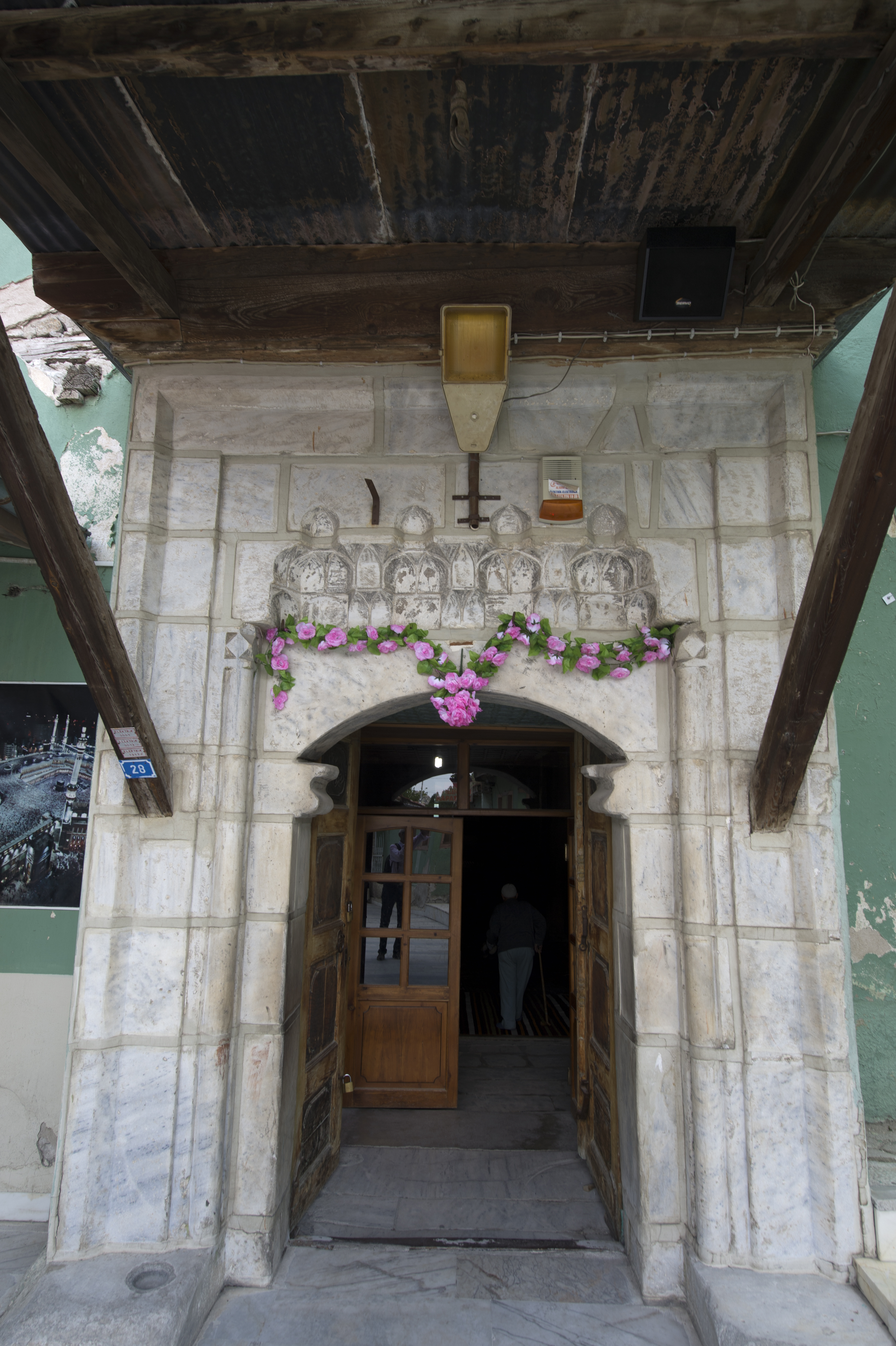
Вхід до Великої мечеті Сіврихісар
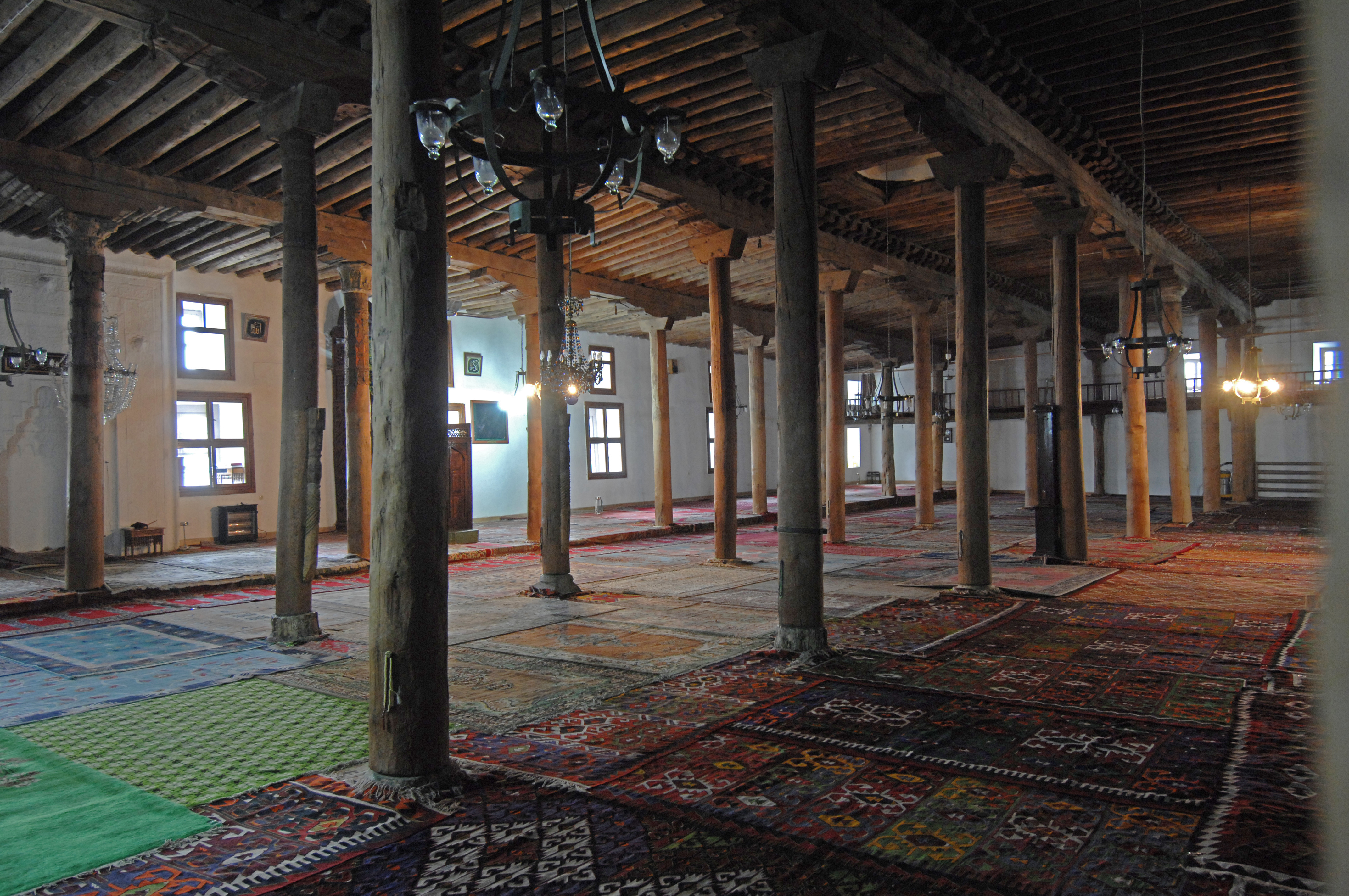
Загальний вигляд інтер'єру Великої мечеті Сіврихісар
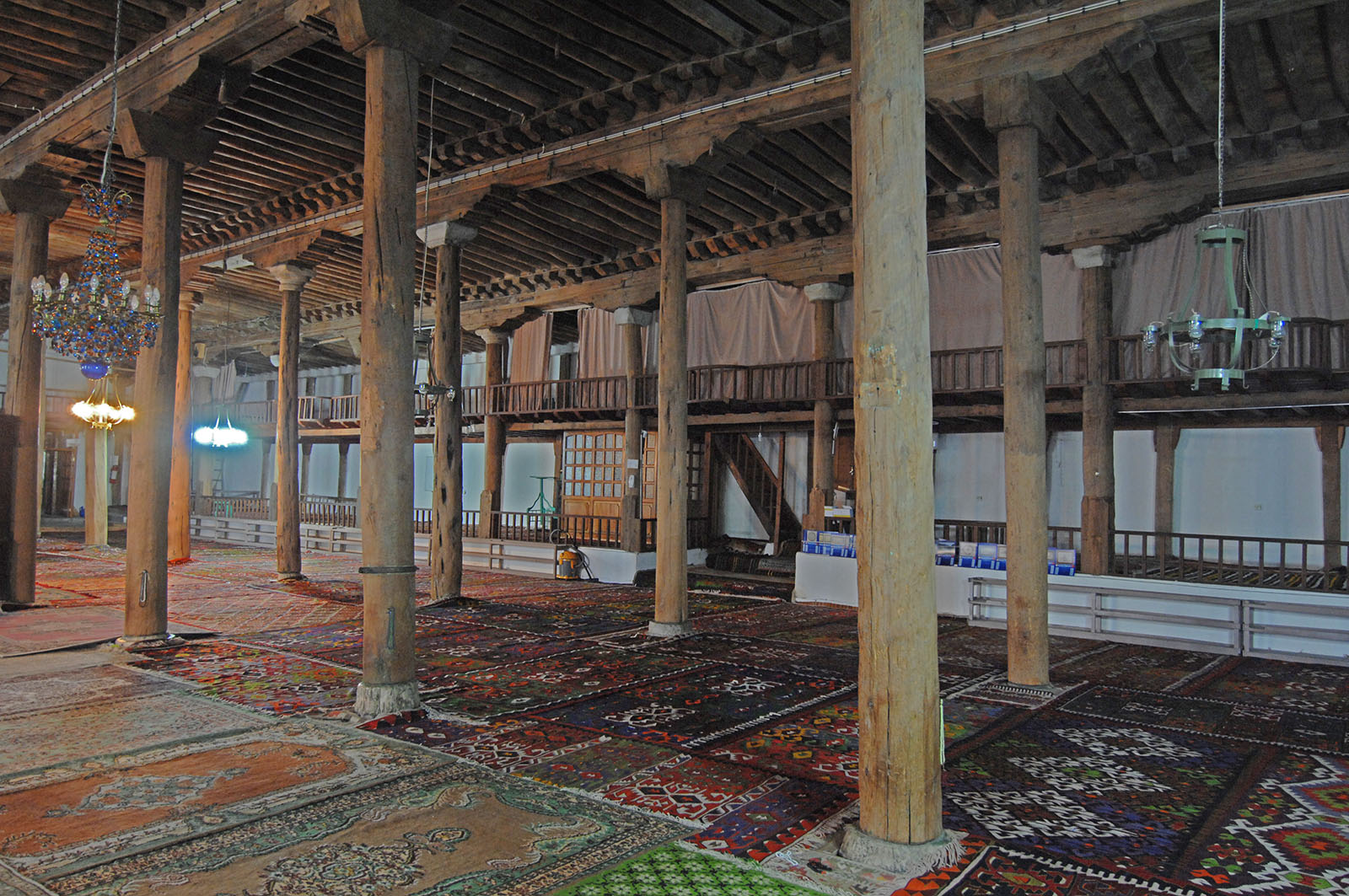
Загальний вигляд інтер'єру Великої мечеті Сіврихісар
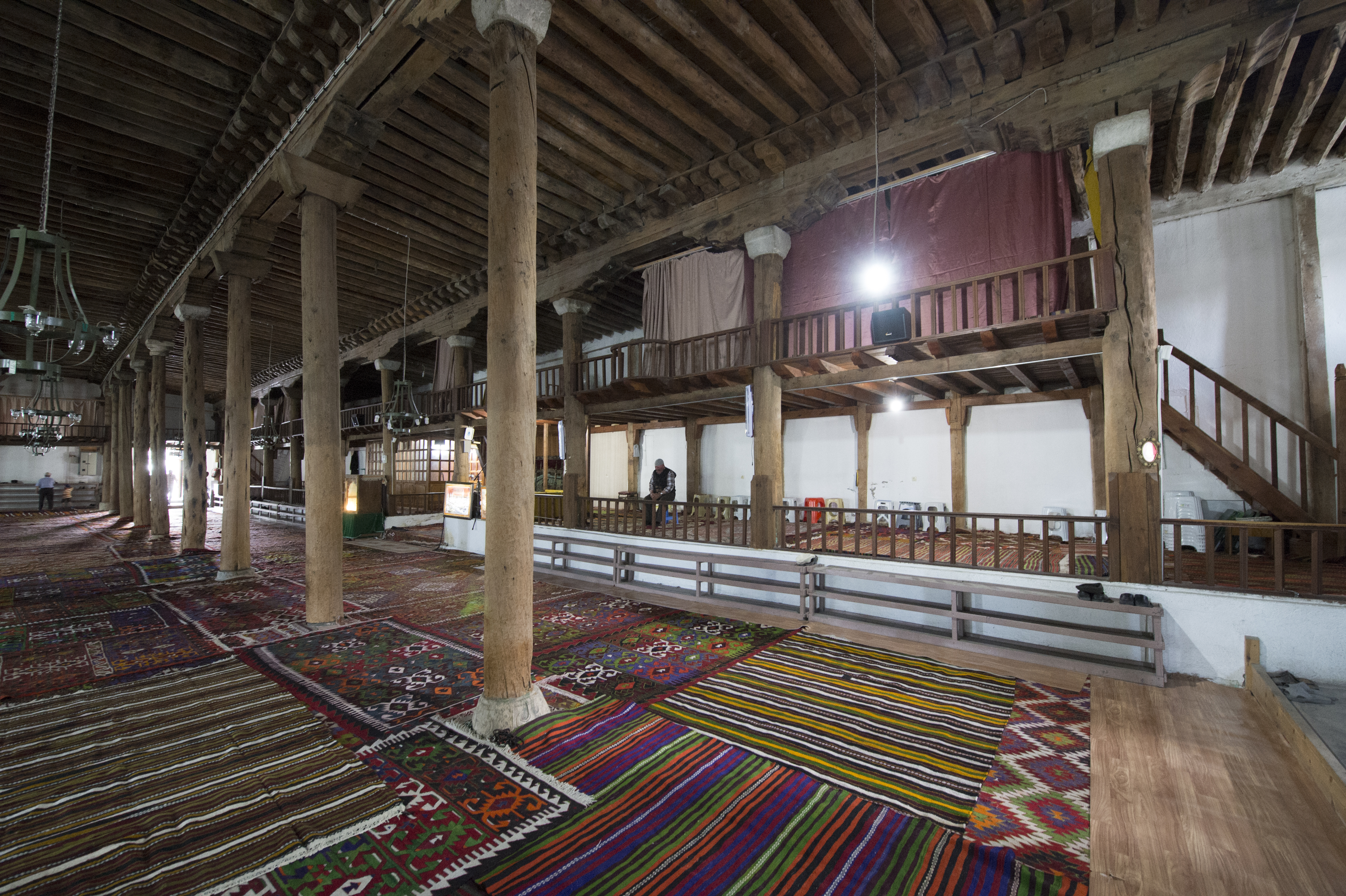
Інтер'єр Великої мечеті Сіврихісар
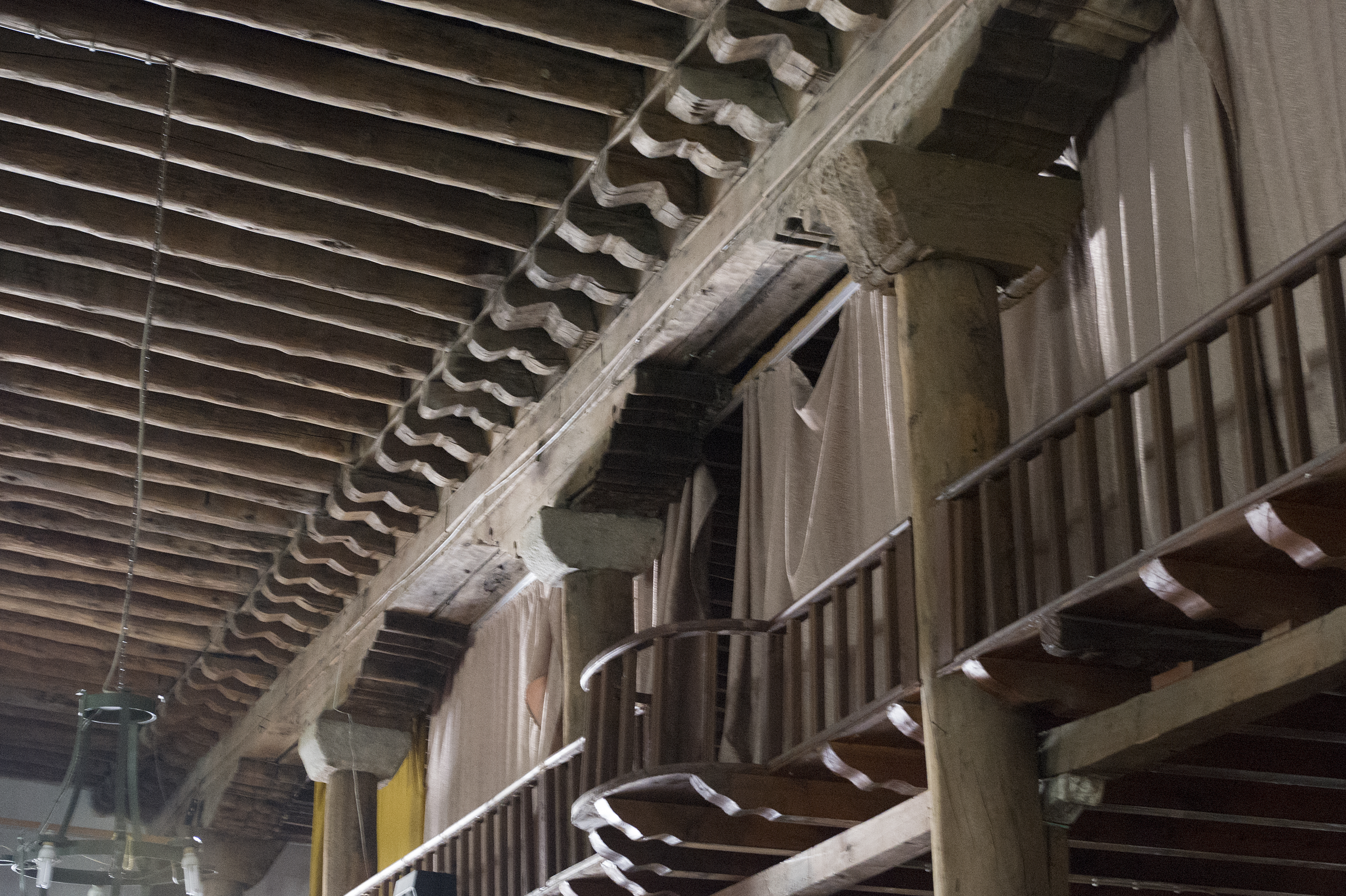
Інтер'єр Великої мечеті Сіврихісар з балконом
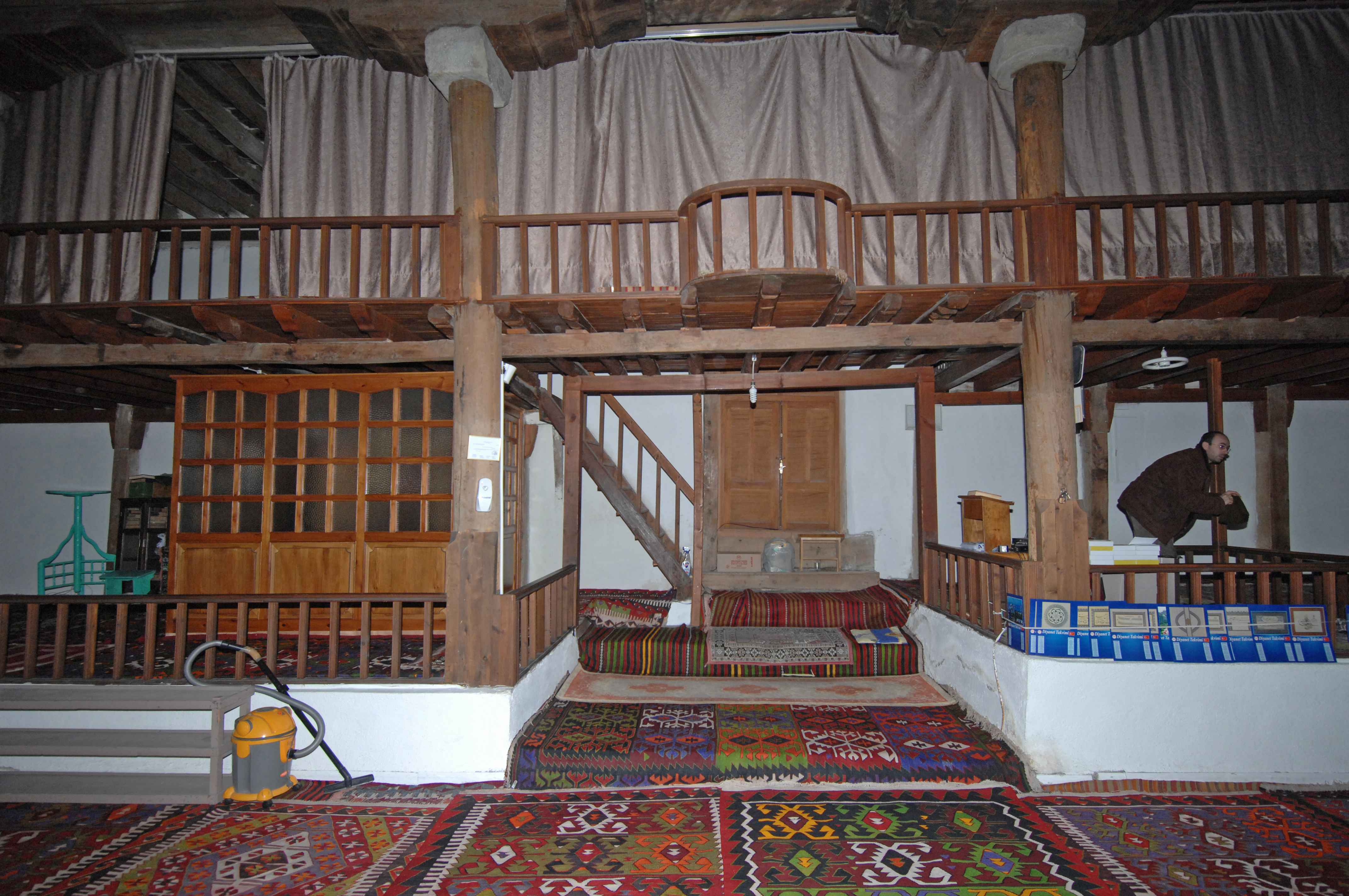
Інтер'єр Великої мечеті Сіврихісар
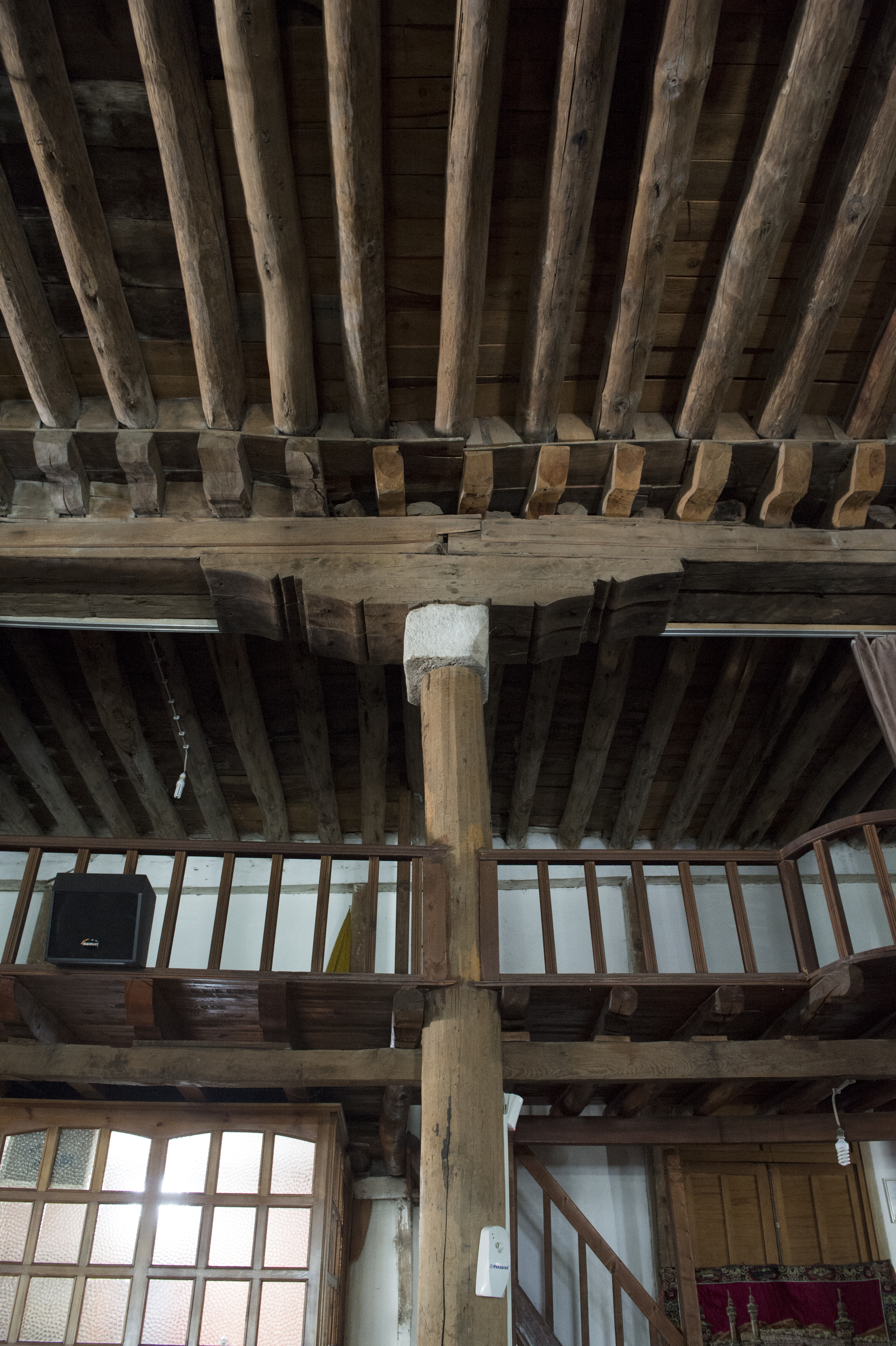
Велика мечеть Сіврихісар, внутрішній дах та балкон
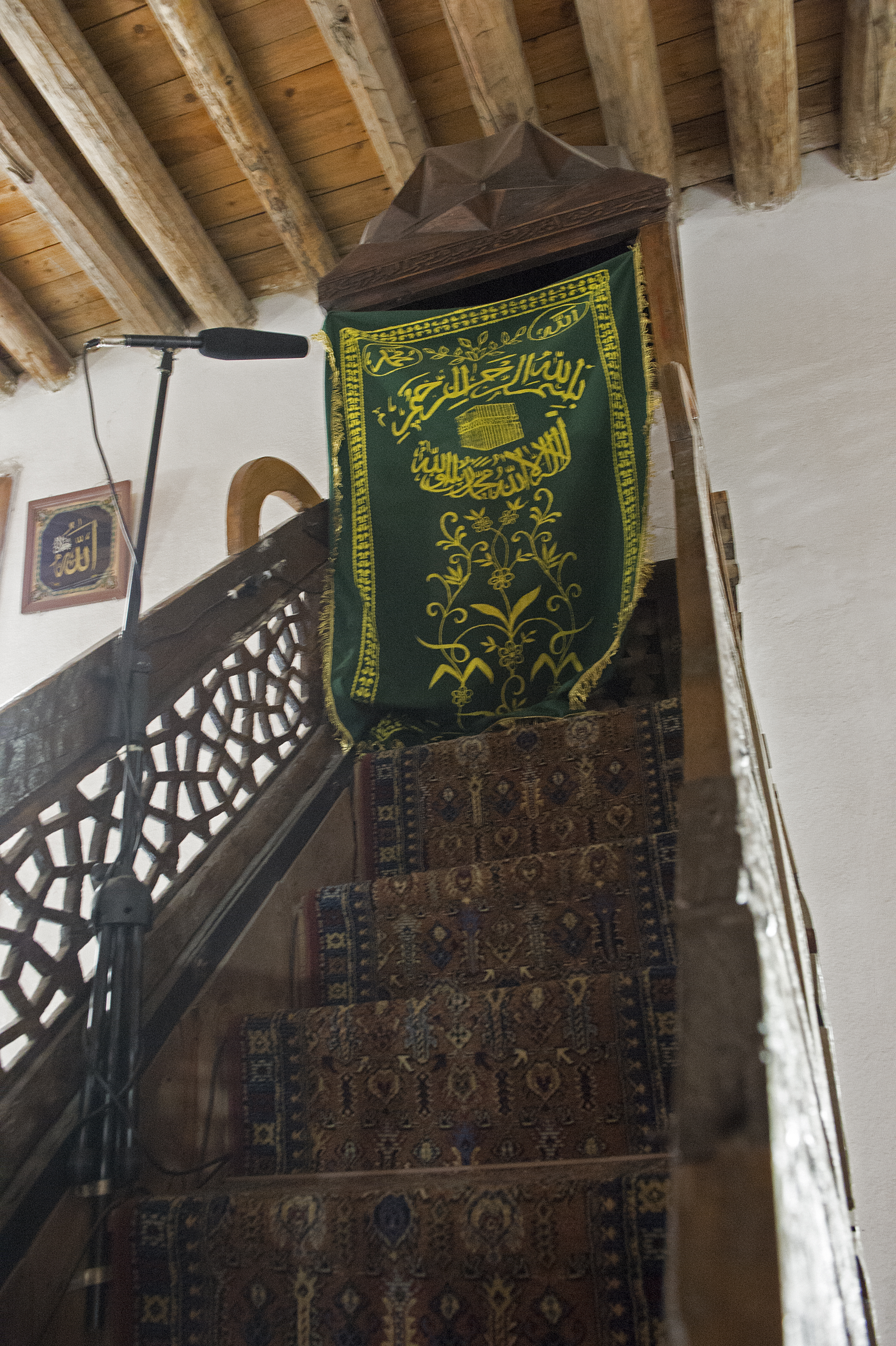
Сходи Великої мечеті Сіврихісар, мінарс
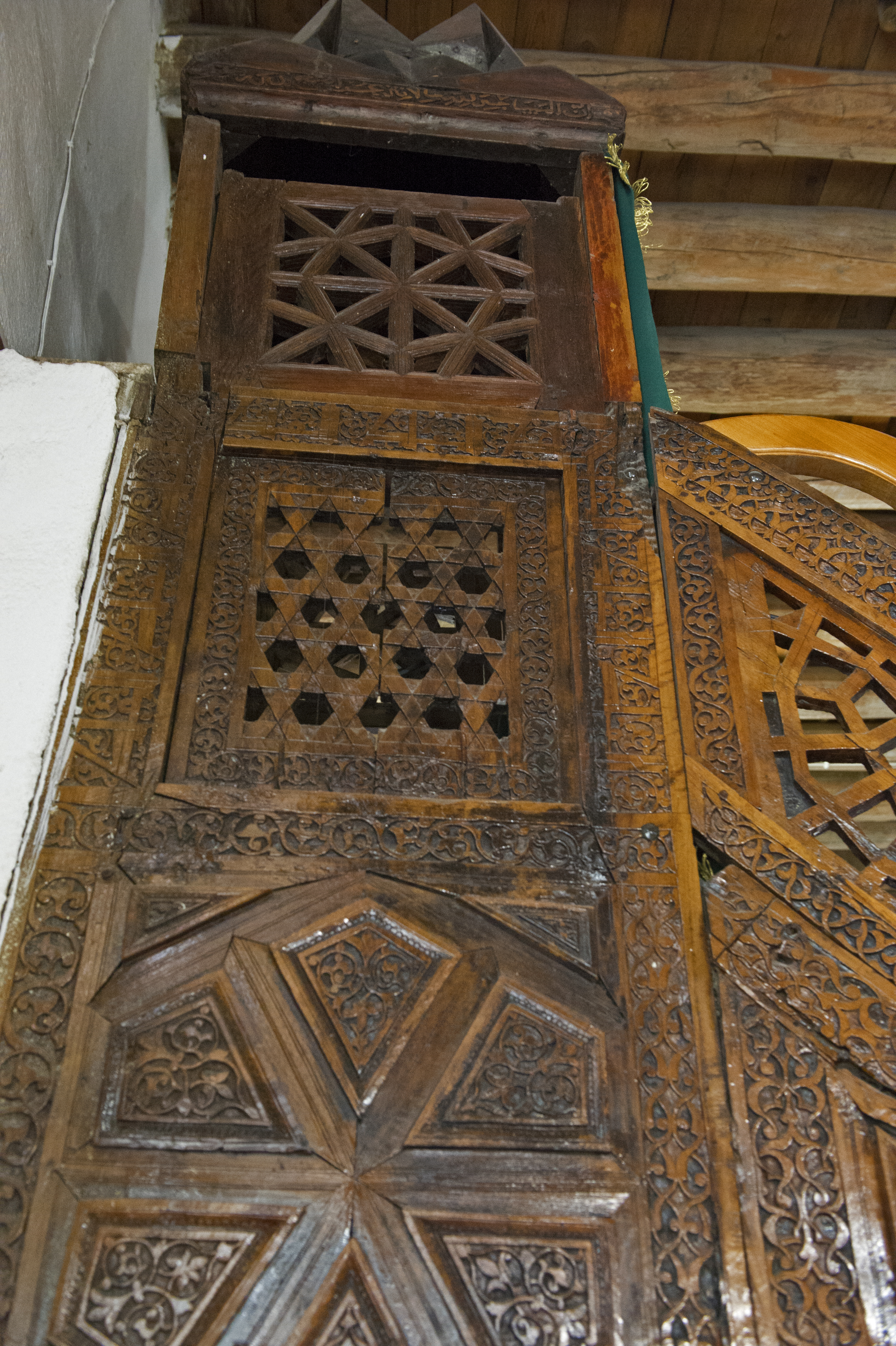
Стіна Великої мечеті Сіврихісар, мінбер
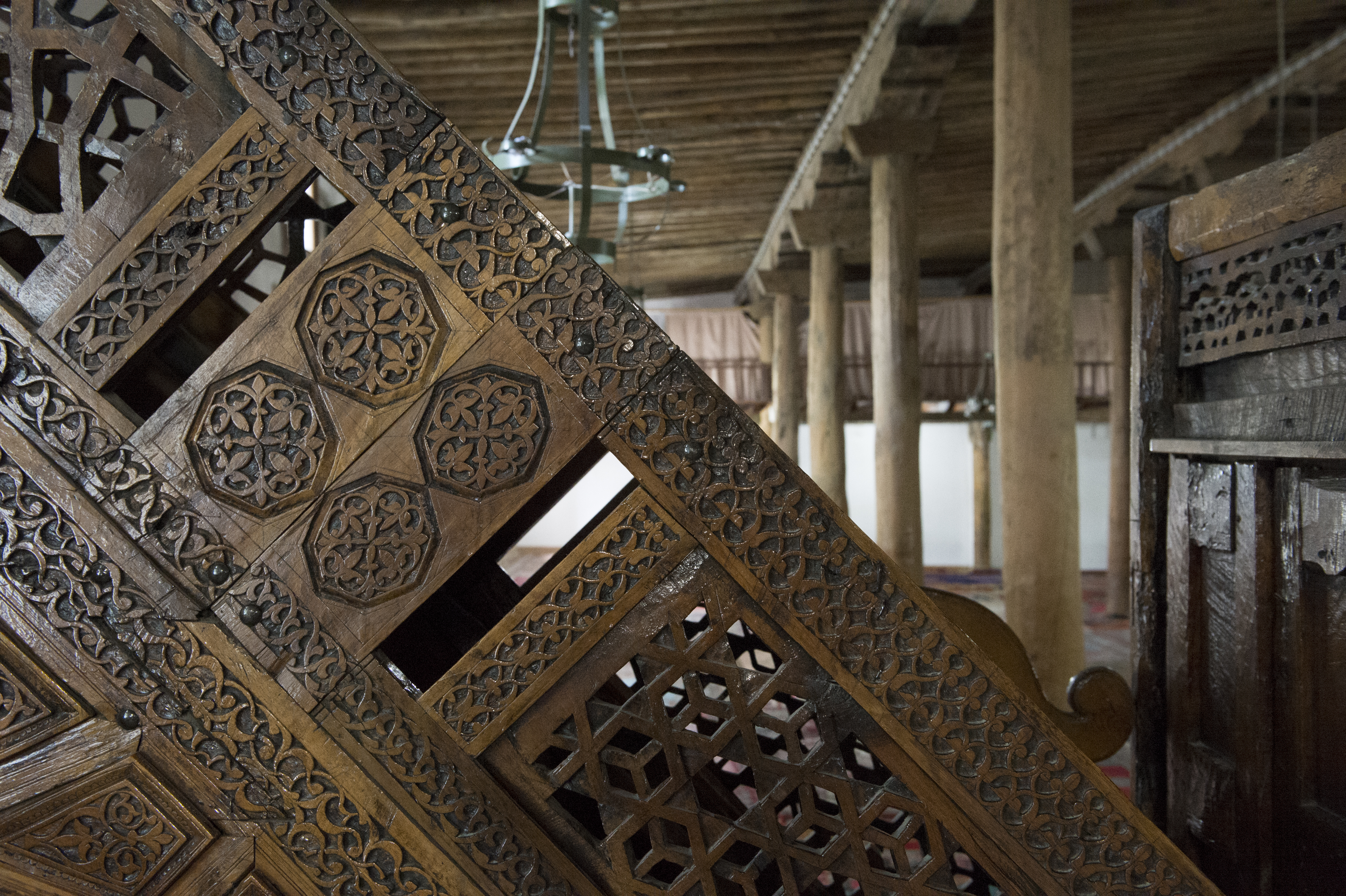
Стіна Великої мечеті Сіврихісар, мінбер
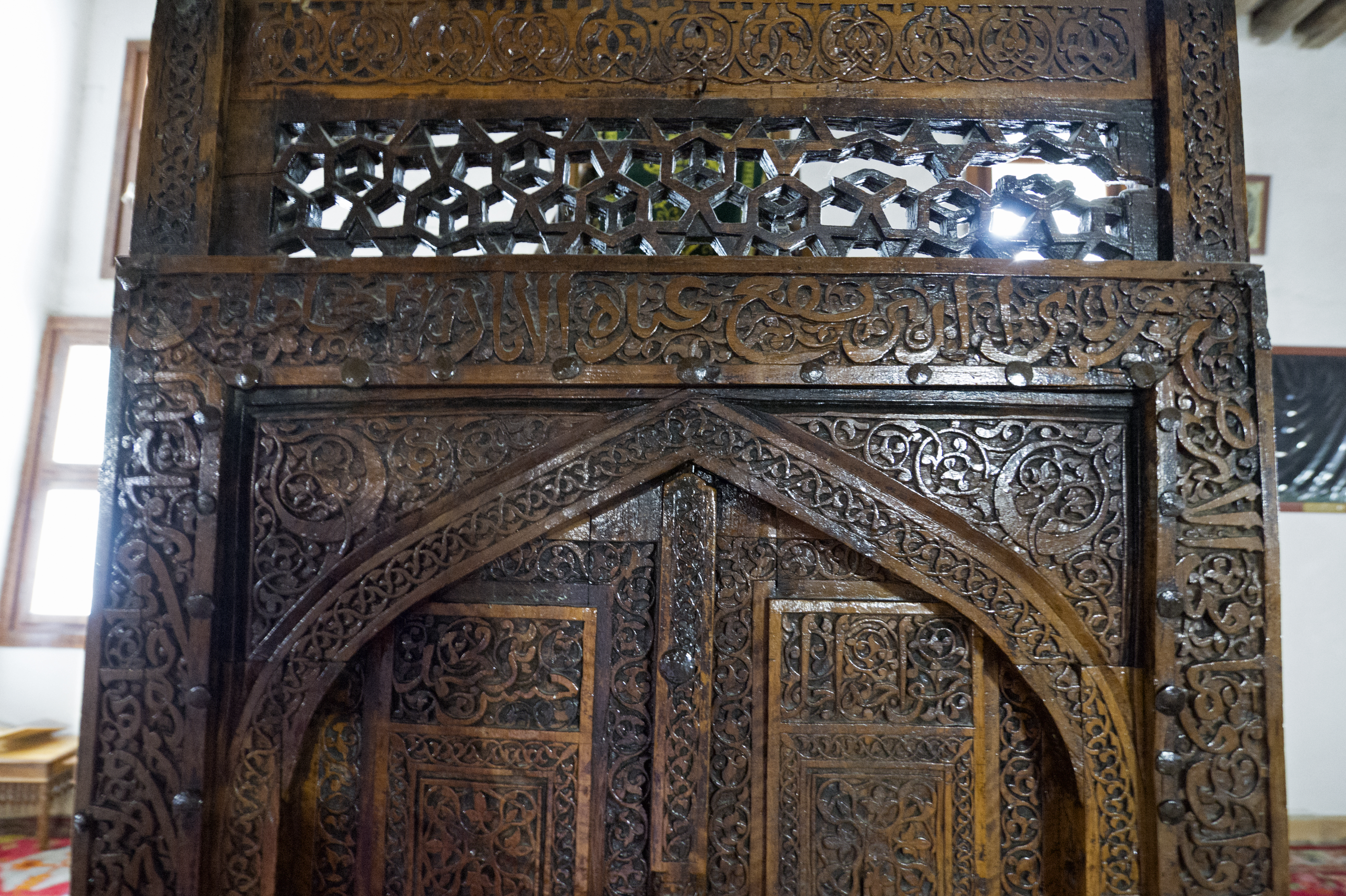
Деталі Великої мечеті Сіврихісар, мінбер
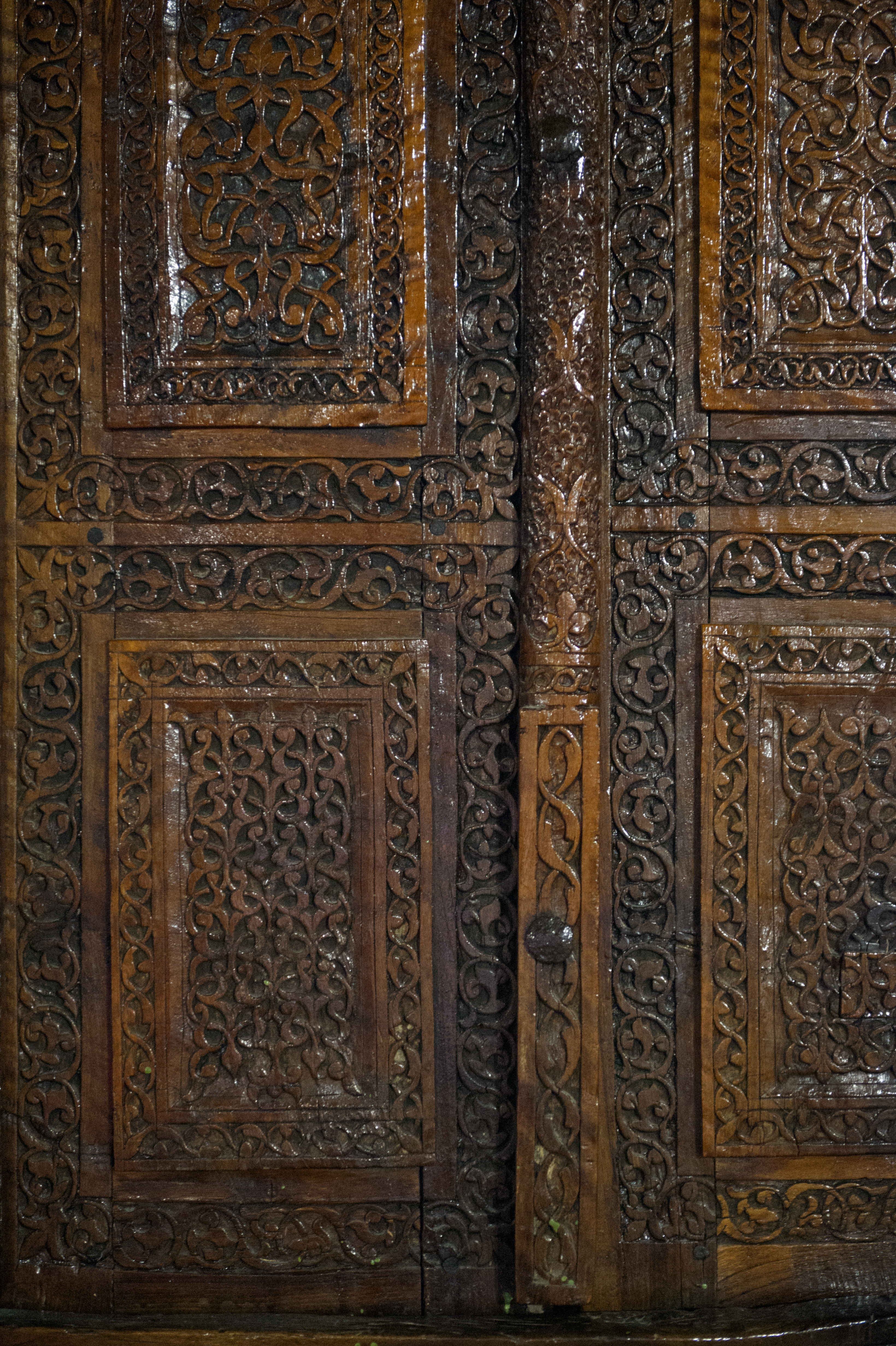
Деталі дверей Великої мечеті
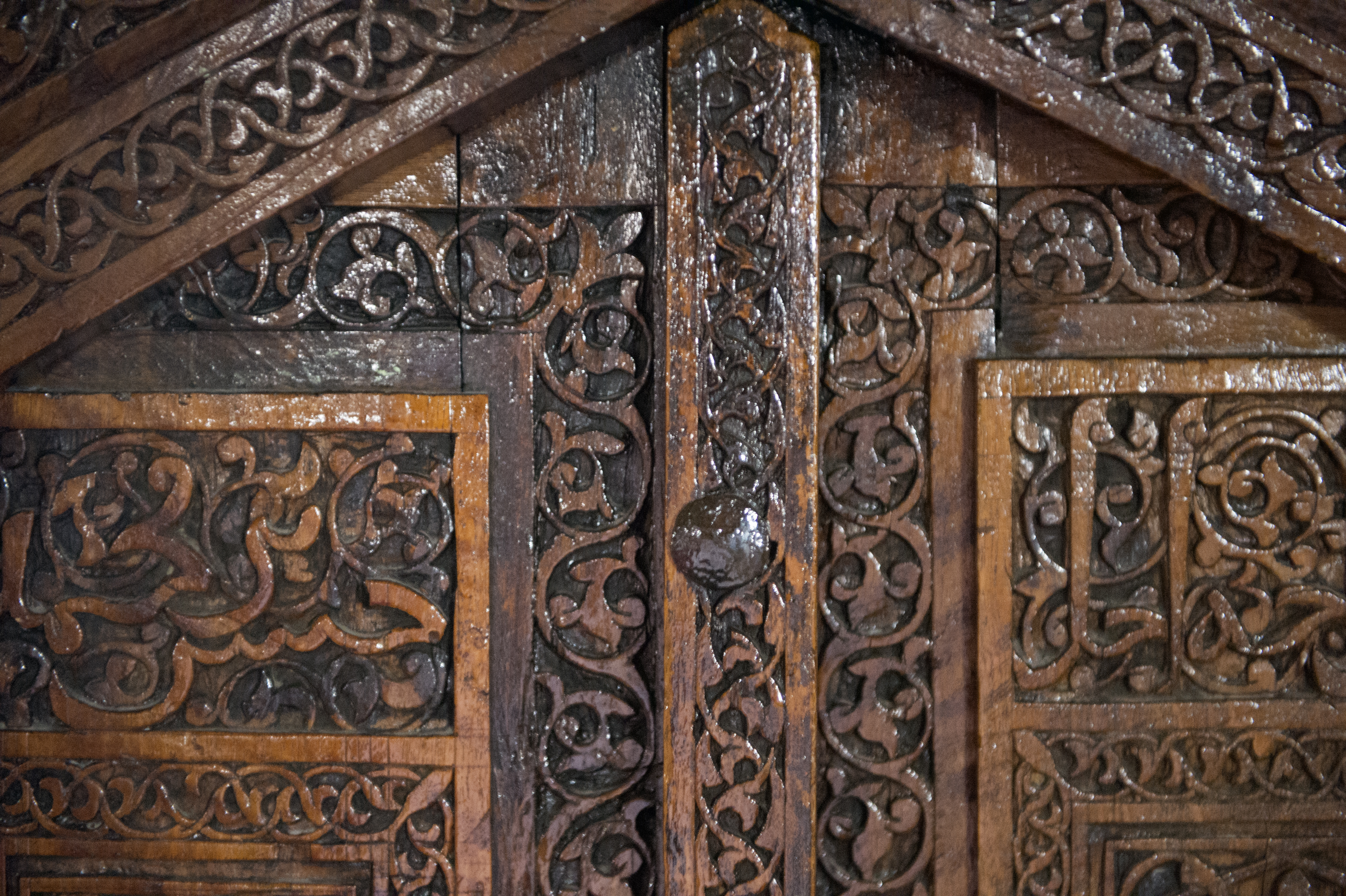
Деталі дверей Великої мечеті
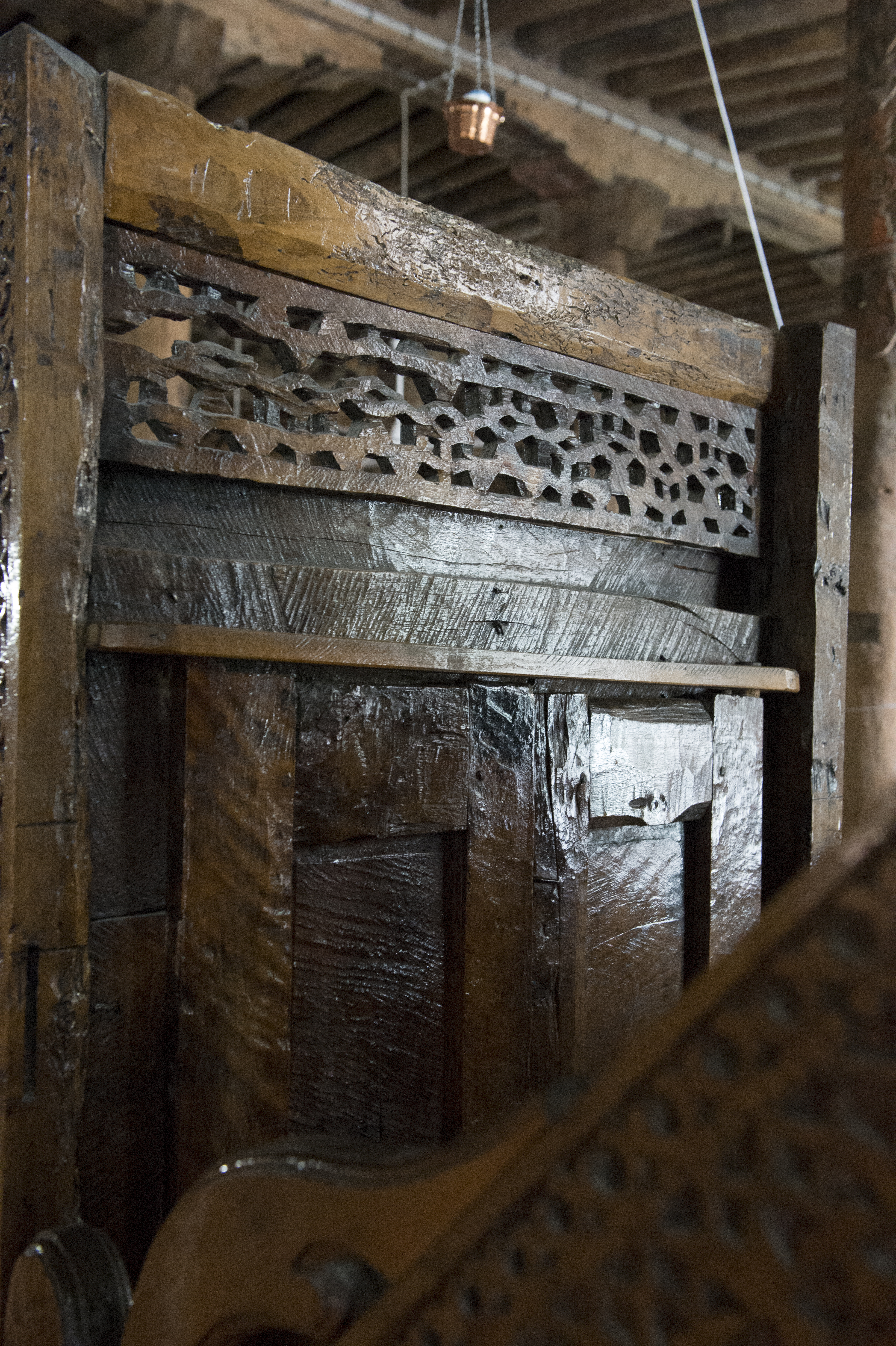
Інтер'єр Великої мечеті Сіврихісар